# 接連不斷 / 糸島Distance / 戀愛已經開始
《接連不斷 / 糸島Distance / 戀愛已經開始》（次々続々 / 糸島Distance / 恋ならとっくに始まってる）是日本女子偶像組合ANGERME的第21張單曲，於2016年4月27日由hachama發售。

## 概要
- 《接連不斷 / 糸島Distance / 戀愛已經開始》是ANGERME第三張3A單曲，亦是二期成員田村芽實的畢業單曲和四期成員上國料萌衣加入後第一張單曲。
- A面曲《糸島Distance》的歌名及歌詞中所提及的「糸島」、「能古島」、「警固公園」全是福岡縣的地標，歌曲亦以福岡博多弁演唱。
- 此單曲共有6個版本，分別為「初回生產限定盤A - C」和「通常盤A - C」。「初回生產限定盤A」收錄了《接連不斷》的PV；「初回生產限定盤B」收錄了《糸島Distance》的PV；「初回生產限定盤C」收錄了《戀愛已經開始》的PV。
- 在5月9日於Oricon公信榜单曲週榜取得第2名，繼《神秘的夜晚！ / 十八歲的情感》、《大器晩成 / 少女的逆襲》、《七轉八起 / 臥薪嘗膽 / 魔法使莎莉》和《高人一等就不會被打壓 / 逆轉勝 / 我》後，第5張銷量排名最高的單曲。
- 此單曲是ANGERME是出道以來首週銷量最高的單曲（52,682萬張+），第一張首週銷量超過5萬的單曲。

## 收錄內容

### CD（初回生產限定盤、通常盤）
1. 接連不斷
（作詞：児玉雨子、作曲：平田祥一郎、編曲：平田祥一郎）
2. 糸島Distance
（作詞：Mari-Joe、作曲：星部ショウ、編曲：大久保薫）
3. 戀愛已經開始
（作詞、作曲：淳君、編曲：平田祥一郎）
4. 接連不斷（Instrumental）
5. 糸島Distance（Instrumental）
6. 戀愛已經開始（Instrumental）

### DVD（初回生產限定盤A）
1. 接連不斷（Music Video）

### DVD（初回生產限定盤B）
1. 糸島Distance（Music Video）

### DVD（初回生產限定盤C）
1. 戀愛已經開始（Music Video）

## 外部連結
- ANGERME官方網站 （页面存档备份，存于）（日語）
- YouTube上的《接連不斷》PV
- YouTube上的《糸島Distance》PV
- YouTube上的《戀愛已經開始》PV